# 라살 (이탈리아)

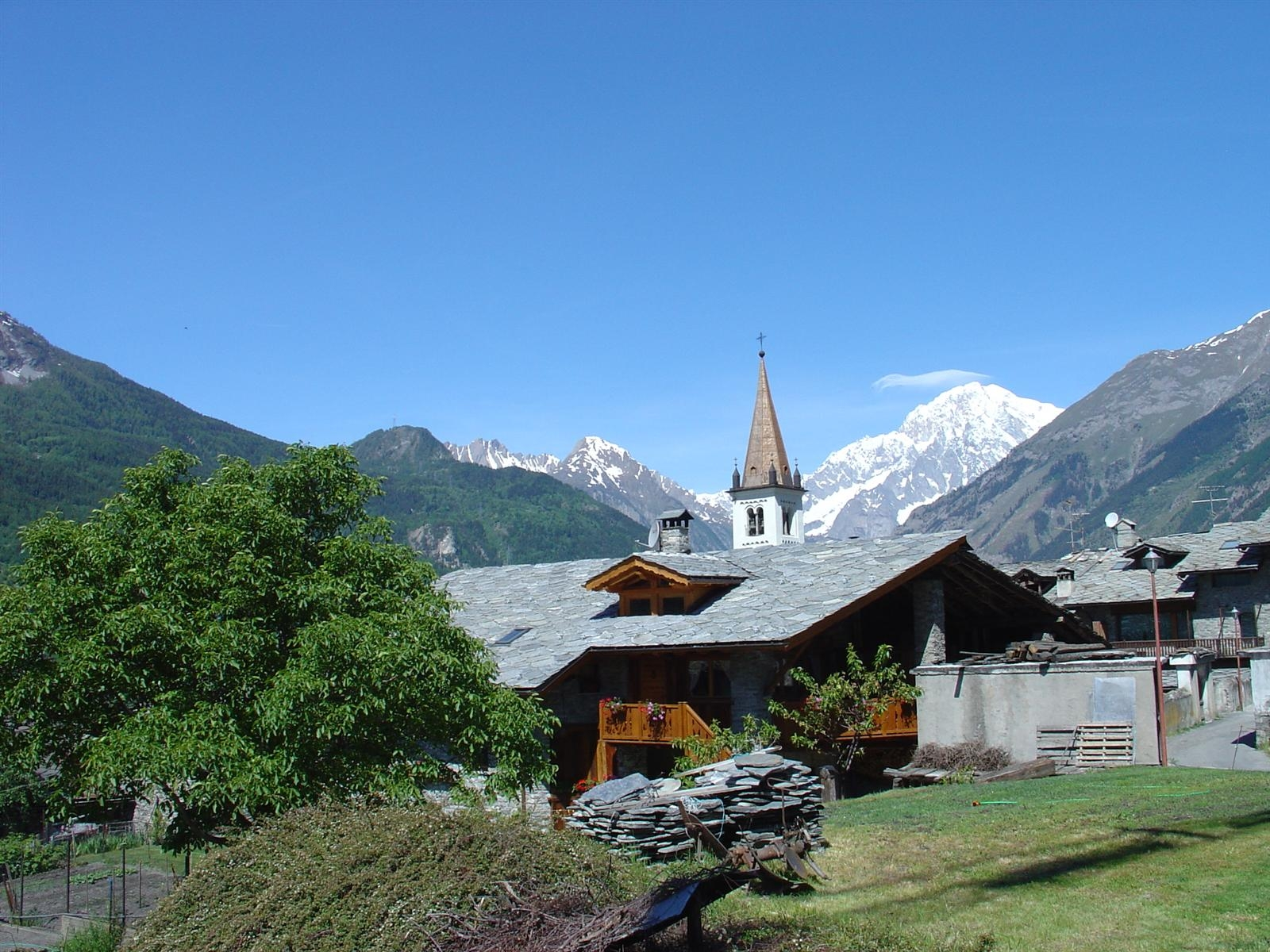

라살(La Salle)은 이탈리아 북서부 발레다오스타주의 마을이자 코무네이다.
샤트라성(Châtelard Castle)이 이 마을에 있다. 총 면적은 83제곱킬로미터이며 인구 수는 2006년 기준으로 2018명이다.

## 경제
라살의 경제는 오늘날 주로 여름과 겨울 시즌에 관광에 의존하고 있다. 그럼에도 불구하고 일부 수예와 농업 활동을 함께하고 있다. 포도 재배를 통해 데노미나치오네 디 오리지네 콘트롤라타를 생산하고 있다.